# Козелец (Тамбовская область)
Козелец — упразднённая деревня в Сампурском районе Тамбовской области России. На момент упразднения входила в состав Сатинского сельсовета. Исключено из учётных данных в 2003 г.

## География
Деревня находилась на юге центральной части региона, в лесостепной зоне, в пределах Окско-Донской низменной равнины, на овраге Кензарь, в 4 км к северу от поселка Сатинка.

### Климат
Климат умеренно континентальный, относительно сухой. Средняя температура воздуха самого холодного месяца (января) — −11,5 — −10,5 °C (абсолютный минимум — −39 °C); самого тёплого месяца (июля) — 19,5 — 20,5 °C (абсолютный максимум — 40 °С). Среднегодовое количество атмосферных осадков варьирует в пределах от 400 до 650 мм. Продолжительность залегания снежного покрова составляет в среднем 145 дней.

## История
Постановлением Думы Тамбовской области от 25.04.2003 г. № 464 деревня Козелец исключена из учётных данных.

## Население
Согласно результатам переписи 2002 года, в деревне отсутствовало постоянное население